# Opération Beowulf
Pour les articles homonymes, voir Beowulf (homonymie).

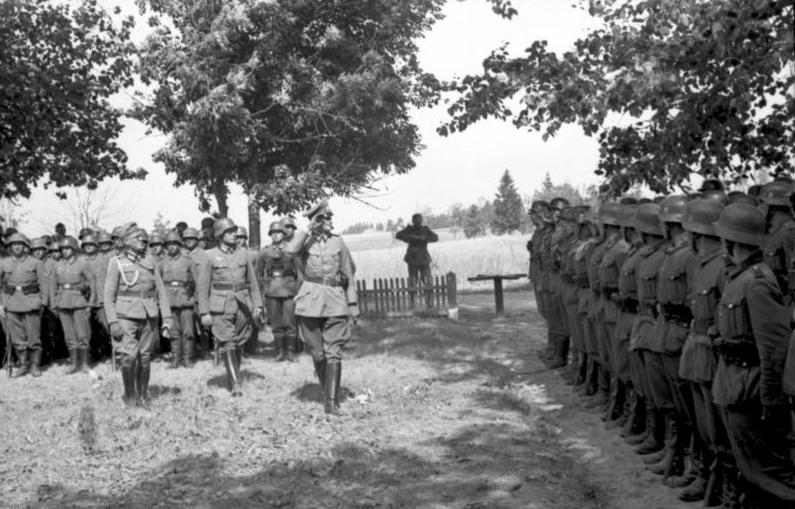
Troupes allemandes en Estonie.

L’opération Beowulf fait référence à deux projets allemands pour occuper les îles de Saaremaa, d'Hiiumaa et de Muhu, au large de la côte ouest de l'Estonie. Les deux plans avaient les mêmes objectifs, mais avaient des points de départ différents. L'attaque, suivant le plan Beowulf II, commença le 8 septembre 1941 et atteignit ses objectifs le 21 octobre.

## Beowulf I
Cette version présupposait une victoire allemande rapide dans les pays baltes. Elle aurait été une reprise de l’opération Albion de la Première Guerre mondiale, lancée depuis Courlande en Lettonie. Mais les forces allemandes furent retardées alors qu'elles traversaient le territoire estonien. 

## Beowulf II
Cette version, qui a été exécutée, était une attaque de la côte ouest estonienne. Il y a eu une série d'attaques de diversion pour confondre les défenseurs soviétiques - Südwind, Westwind et Nordwind. Les îles étaient garnies de 23 700 soldats soviétiques de la 3e brigade de fusiliers. La force allemande affectée à l'opération était la 61e division d'infanterie qui a été renforcée par des pionniers d'assaut supplémentaires et de l'artillerie. La force a été transportée de la côte estonienne par une flotte d'environ 100 barges et ferries ainsi que 150 bateaux d'assaut plus petits. Une force opérationnelle navale conjointe allemande et finlandaise avait été constituée pour couvrir les débarquements, qui comprenait les croiseurs légers Emden, Köln et Leipzig. Au cours de bombardements navals de diversion, le 13 septembre, le grand navire de défense côtière finlandais Ilmarinen a coulé lorsqu'il a heurté une mine au large de Hanko.
Au préalable, la petite île de Vormsi a été prise le 9 septembre. Le 14 septembre, l'assaut principal a commencé par un débarquement sur Muhu, qui est relié à la plus grande île de Saaremaa (en allemand : Ösel) par une chaussée. Muhu a été sécurisé le 16 septembre et une tête de pont sur la chaussée a été établie le lendemain. Le 23 septembre, la garnison soviétique avait été repoussée dans la péninsule de Sorve fortement fortifiée ; ils ont été progressivement forcés de quitter leurs défenses par les pionniers d'assaut assistés par des tirs d'appui navals et les dernières troupes soviétiques se sont rendues le 5 octobre. L'assaut sur l'île de Hiiumaa (allemand : Dagö) a commencé le 12 septembre ; les défenseurs ont été contraints de retourner dans la péninsule de Takhuna, où les survivants se sont finalement rendus le 21 octobre 1941. En raison de la supériorité navale et aérienne locale de l'Axe, aucun des défenseurs soviétiques n'a pu s'échapper ; leurs pertes s'élevaient à 4 700 tués et 19 000 capturés. Les pertes allemandes s'élevaient à 2 850.

## Référence
- (en) Cet article est partiellement ou en totalité issu de l’article de Wikipédia en anglais intitulé « Operation Beowulf » (voir la liste des auteurs).